# Kolpino
Kolpino è una città della giurisdizione di San Pietroburgo.